# Alloclusia claripennis
Alloclusia claripennis är en tvåvingeart som beskrevs av Malloch 1933. Alloclusia claripennis ingår i släktet Alloclusia och familjen träflugor. Inga underarter finns listade i Catalogue of Life.